# Liste von Persönlichkeiten aus Castel San Pietro TI
Diese Liste enthält in Castel San Pietro TI geborene Persönlichkeiten und solche, die in Castel San Pietro TI ihren Wirkungskreis hatten, ohne dort geboren zu sein. Die Liste erhebt keinen Anspruch auf Vollständigkeit.

## Persönlichkeiten
(Sortierung nach Geburtsjahr)
- Familie Rusca. [1]

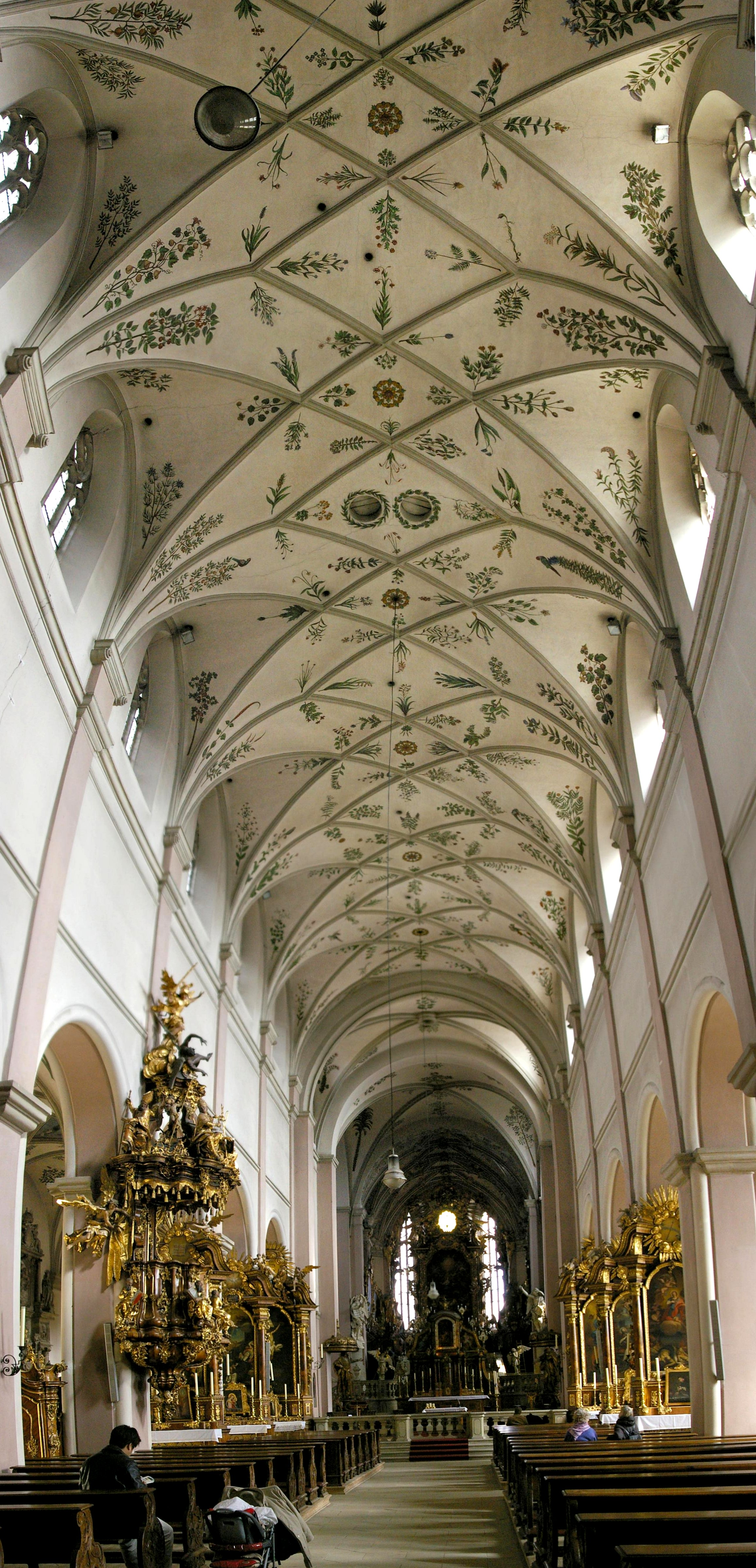
Lazaro Agustoni: Hauptschiff der Klosterkirche Michaelsberg, Dettelbach, 1610

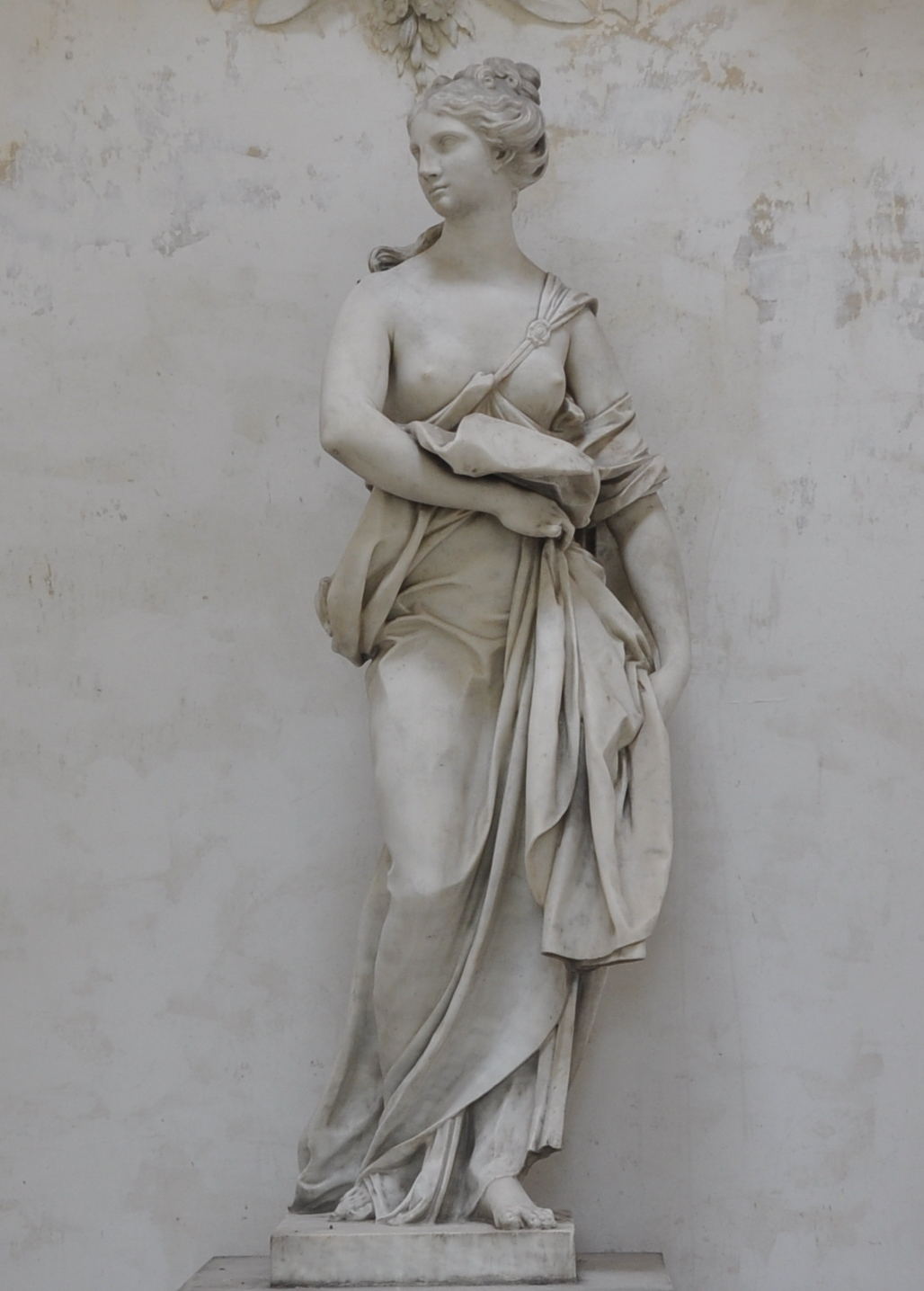
Francesco Carabelli: Statue der Botanik, Schlossgarten Schwetzingen

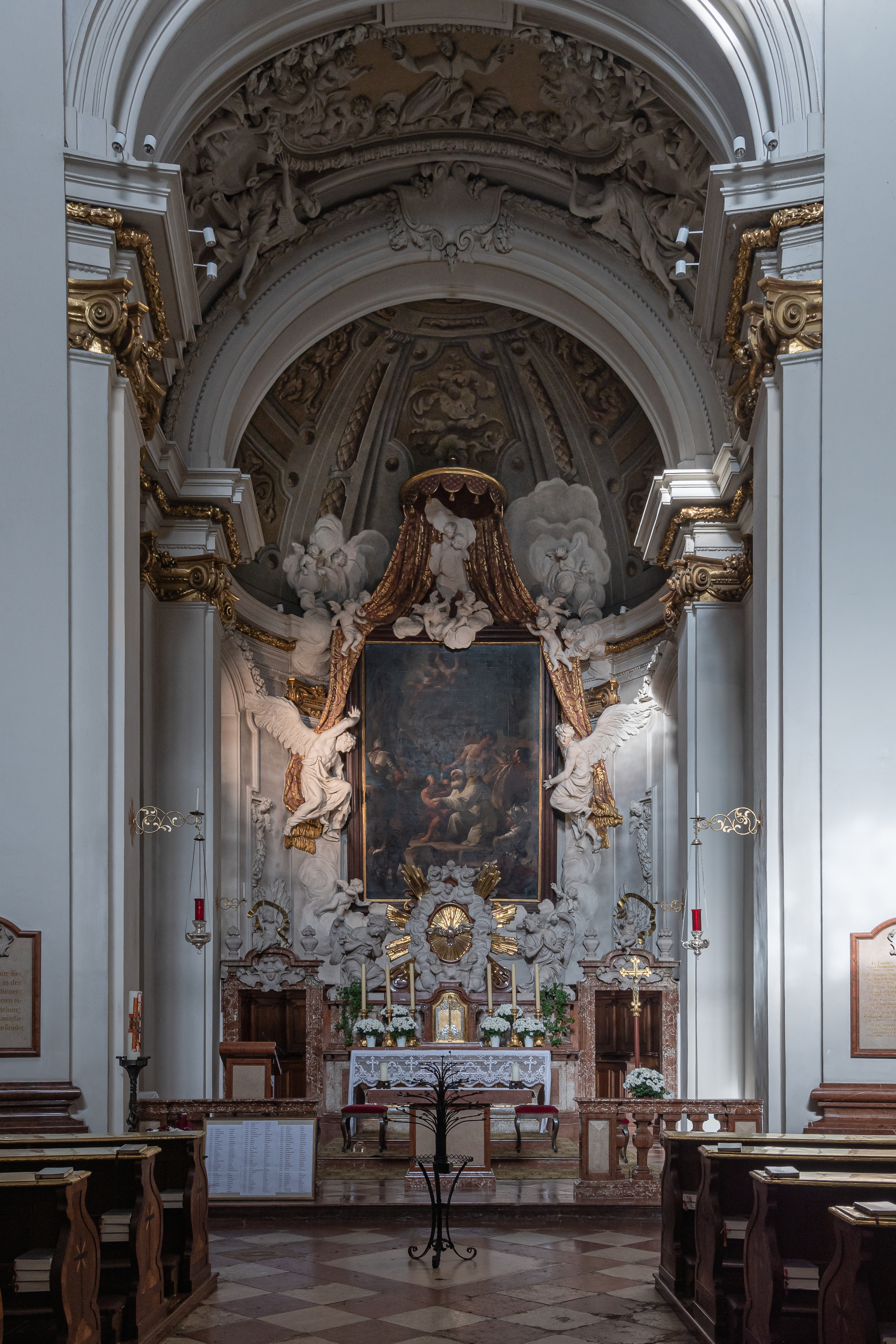
Antonio Carabelli und Brüder Brenni: Stuckarbeiten, Kajetanerkirche Hauptaltar, Salzburg, 1686–1688

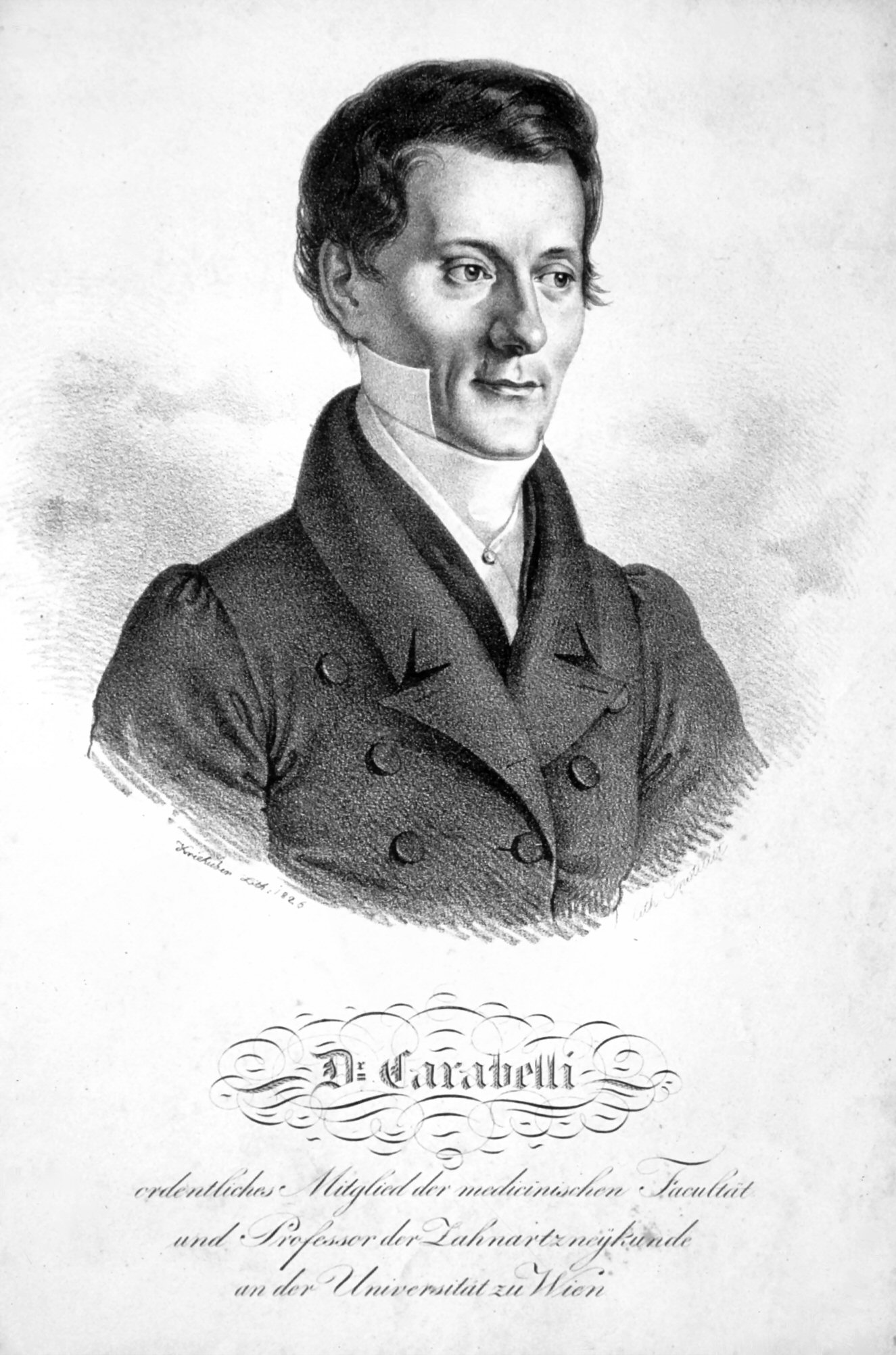
Lithographie Georg Carabellis von Josef Kriehuber, 1826

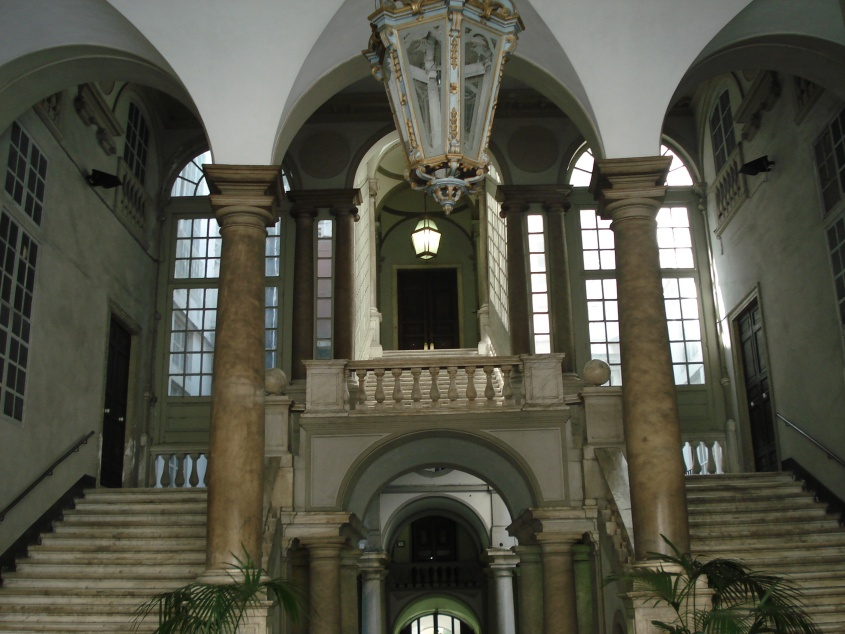
Gregorio Petondi: Treppenhaus, Palast Lomellini-Doria Lamba, Genua, 1776.

Francesco Pozzi, gemalt von seinem Sohn Domenico

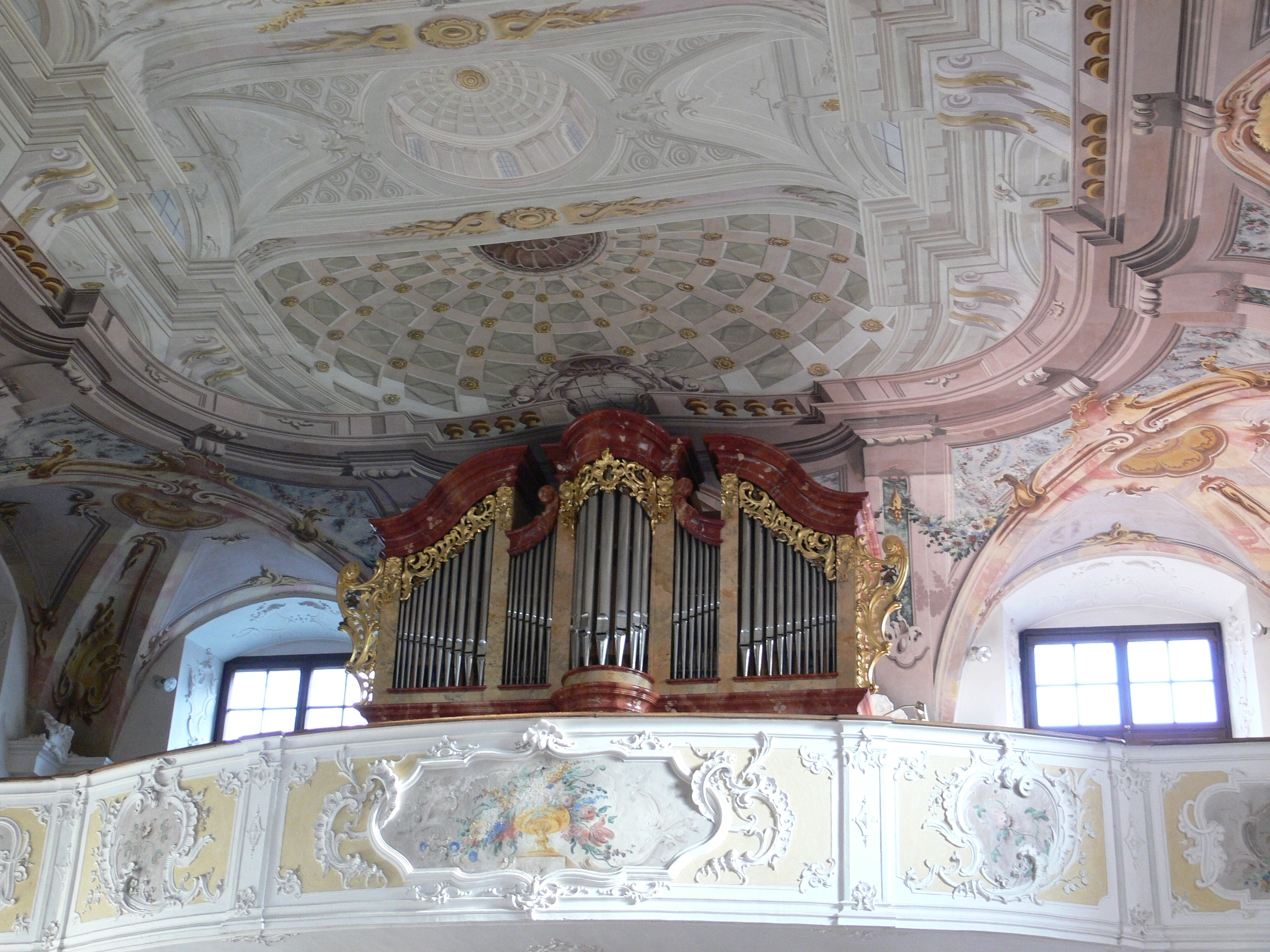
Carlo Luca Pozzi: Stuckarbeiten der Orgelempore, Neues Schloss, Meersburg, 1761

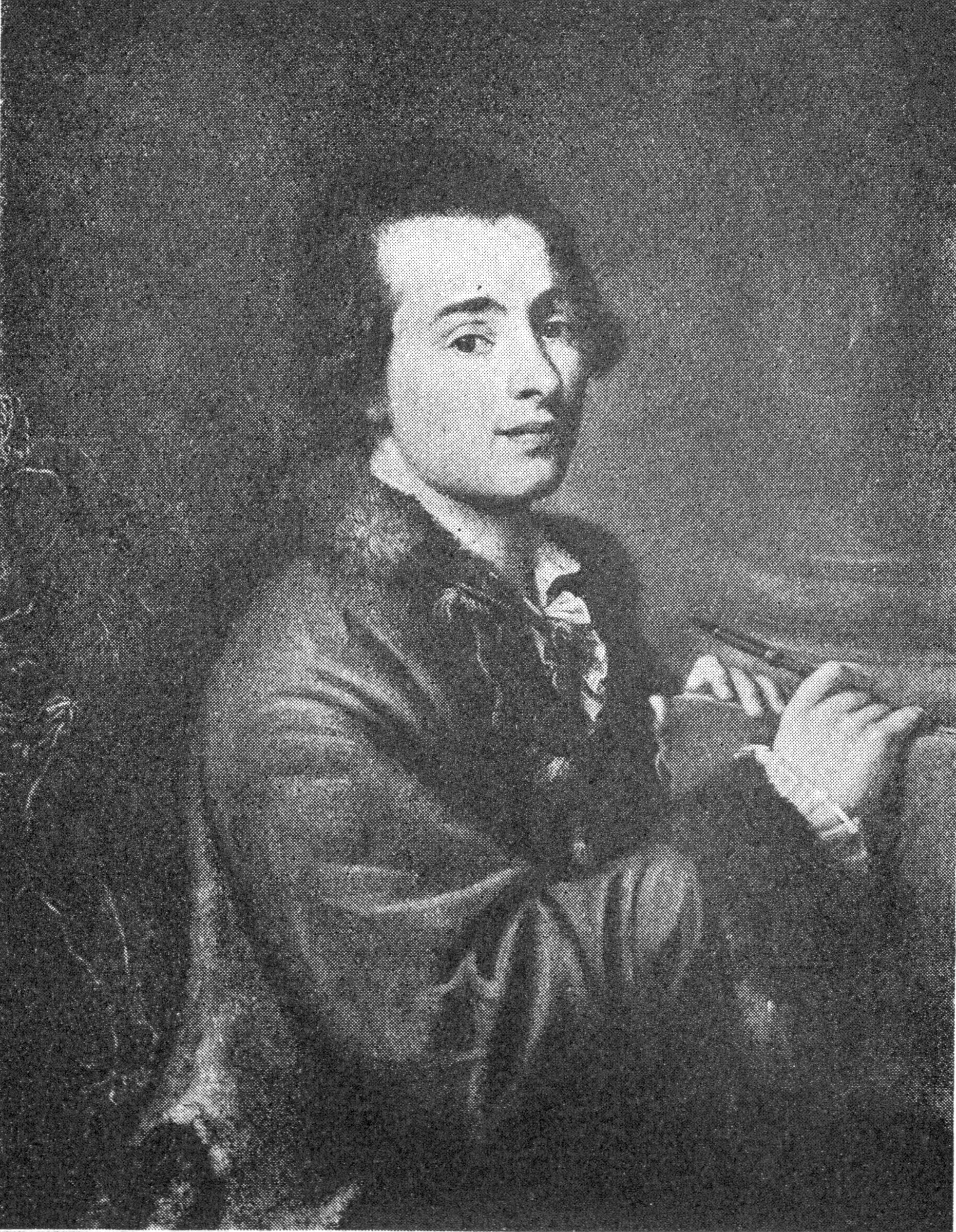
Domenico Pozzi, um 1780

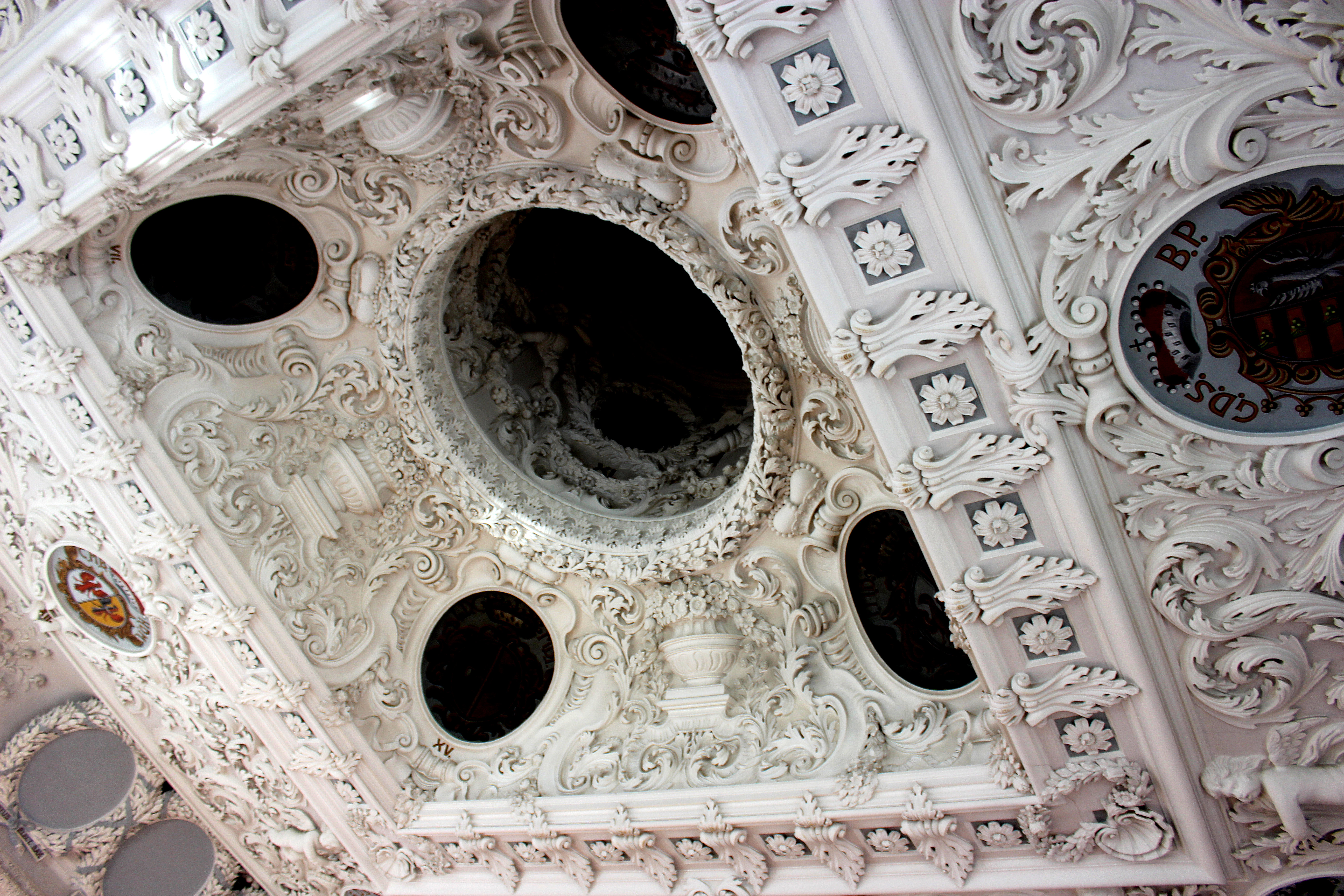
Giovanni Pietro Magni: Stuckaturen, Hessensaal des Schlosses Elisabethenburg, Meiningen, 1686

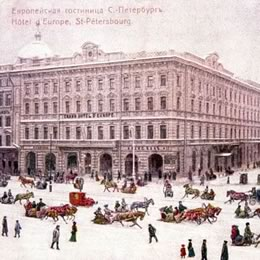
Ludwig Fontana: Das Grand Hotel Europe, Sankt Petersburg, 19. Jahrhundert

  - Ottone Rusca (≈1332–vor 1407), Sohn von Masetto, herzöglicher Hauptmann von Parma, mit Franchino besetzte er am 17. Juni 1405 Lugano, 1404 kommt er als Herr von Castel San Pietro vor[1]
  - Franchino Rusca (≈1335–nach 1408), Sohn von Lotterio, mit Ottone besetzte er am 17. Juni 1405 Lugano, 1404 kommt er als Herr von Castel San Pietro vor, er drang in Como ein und bemächtigte sich der Gewalt 1408[1]
  - Lotterio Rusca (≈1360–1419 im Schloss von Castel San Pietro), Sohn von Franchino, Podestà von Mailand, Reichsvikar in Como,  kaiserlicher Statthalter von Como und des ganzen Gebiets des Bistums Como; Herr der Grafschaft Lugano e valli und die pievi Riva San Vitale und Balerna, sowie die Schlösser von Morcote, Capolago, Castel San Pietro, Schloss und Dorf Sonvico, das Tal von Chiavenna mit seinem Schloss, ferner den Turm von Olonio; man schreibt ihm auch den Bau eines Schlosses in Lugano, der Einsiedelei und des Turms San Nicolao in Mendrisio zu[1][2]

- Nicolas Rossi (* um 1330 in Castel San Pietro; † 1392 in Luzern), Apotheker, Bürger von Luzern 1358, des Rats in Luzern, Stammvater der Russ von Luzern[3]
- Tomasio de Gabelleriis (* um 1380 in Como; † nach 1429 ebenda), besass das Schloss Castel San Pietro[4]

- Künstlerfamilie Agustoni. 
  - Bernardino Agustoni (* um 1550 in Monte, Fraktion der Gemeinde Castel San Pietro; erwähnt 1600 in Genua; † nach 1610 ebenda), Architekt[5]
  - Pietro Francesco Agustoni (* um 1550 in Monte, Fraktion der Gemeinde Castel San Pietro; erwähnt 1600 in Genua; † nach 1610 ebenda), Architekt[5]
  - Lazaro Agustoni (um 1570–1642), Architekt, er baute den Dom von Würzburg um; er war tätig an der Wallfahrtskirche Maria im Sand (Dettelbach) und an der Wallfahrtskirche St. Pankratius in Gügel bei Scheßlitz[5]

- Künstlerfamilie Carabelli. [6], Stammbaum[7]
  - Antonio Carabelli (* um 1600 in Castel San Pietro (Obino); † nach 1650 in Rom ?), Baumeister, Stuckateur in Rom[8]
  - Antonio Carabelli (* um 1650 in Castel San Pietro; † nach 1688 in Salzburg ?), Stuckkünstler, er hinterliess Werke in der Kapelle der Pfarrkirche von Castel San Pietro (gegen 1678). 1686–1688 arbeitete er mit den Brüdern Francesco und Carlo Antonio Brenni von Salorino in der Kajetanerkirche zu Salzburg[6][9][10]
  - Giovanni Albino Carabelli (* 1692 in Castel San Pietro; † 1766 ebenda), Bildhauer, Stecher, Holzbildhauer. Er studierte in Rom und wirkte in Portugal, u. a. für den Hof. Von ihm stammen die Schnitzereien an der Orgel und die Statue des heiligen Antonius in der Pfarrkirche seines Dorfes[11][12][13][6][14]
  - Giuseppe Carabelli (* 1722 in Castel San Pietro; † 14. Januar 1803 in Mailand); Holzschnitzer[14]
  - Francesco Carabelli (1737–1798), Sohn des Giovanni Albino, Bildhauer und Stuckateur in Mailand und in Schwetzingen bei Heidelberg
  - Donato Carabelli (* 1760 in Obino, Fraktion der Gemeinde Castel San Pietro; um 1830 ebenda), Neffe und Schüler des Francesco, Bildhauer, Stuckateur, Er wirkte besonders in Mailand von 1789 bis 1840; an der Fassade des Mailänder Doms schuf er die Basreliefs: der Traum Jakobs; Daniel in der Löwengrube; die Szene der Propheten. Dann zog er nach England, wo er den Marmor- und Stuckschmuck der Villa Lord Byrons in der Grafschaft Suffolk besorgte[6][15][16][14]
  - Giovanni Albino Carabelli (* um 1770 in Obino; † nach 1808 ebenda), Priester, Politiker, 1798 war er Sekretär des Platzkommandanten von Mendrisio während der Herrschaft der Cisalpiner (21. Februar – 4. März). Nach dem Sturz ihrer Herrschaft musste er die Flucht ergreifen. Später war er im Tessiner Grossrat 1803–1808[6]
  - Casimiro Teodoro Carabelli (* 31. März 1774 in Castel San Pietro; † 14. Januar 1840 in Mailand), Stuckateur und Bildhauer am Mailänder Dom[6][14]
  - Francesco Carabelli (* 1781 in Obino; † um 1835 in Frankreich), Bruder des Giovanni Albino, Politiker, Cisalpiner. Beim Sturz der cisalpinischen Herrschaft wurde er eingekerkert, trat dann in die Genietruppen der Italienischen Republik und wurde bei der Einnahme von Ancona gefangen. Später diente er in Frankreich[6]
  - Georg Carabelli (1787–1842), Zahnarzt, Feldarzt, Dozent an der Universität Wien, Autor

- Künstlerfamilie Pozzi. [17][18]
  - Giovanni Battista Pozzi (* um 1660 in Castel San Pietro: † nach 1700 ebenda), als Maler tätig im Chor der Mariä Verkündigungskirche in Turin und im Barolopalast[17]
  - Carlo Maria Pozzi (* 12. Februar 1676 in Lugano; † nach 1736 in Dänemark ?), Stuckateur[19]
  - Francesco Pozzi (1704–1789), Stuckateur und Architekt[20]
  - Domenico Pozzi (* um 1710 in Castel San Pietro; † nach 1751 ebenda), Bildhauer und Giesser, er schuf den Hauptaltar der Kirche von Einsiedeln[17]
  - Joseph Anton Pozzi (1732–1811), Bildhauer und Stuckateur.
  - Carlo Luca Pozzi (1734–1812), Bildhauer und Stuckateur.
  - Domenico Pozzi (1745–1796), Bruder des Carlo Luca, Historien- und Porträtmaler.

- Künstlerfamilie Petondi. 
  - Giuseppe Gioacchino Petondi (* 16. Januar 1729 in Castel San Pietro; † 1785 ebenda), Sohn von Tomaso Antonio und Margherita Pozzi, Stuckateur in Savona, Mannheim und Aachen[21][22]
  - Giovanni Angelo Gregorio Petondi (* 9. Mai 1732 in Castel San Pietro; † 3. Juni 1817 in Genua), Bruder von Giuseppe Gioacchino, Stadtarchitekt in Genua[21][23][22]
  - Domenico Maria Petondi (* 1743 in Castel San Pietro; † 1799 ebenda), Baumeister und Stuckateurin in Genua[22]
  - Giovanni Battista Petondi (* 1765 in Castel San Pietro; † in Genua ?), Sohn von Gregorio, Stuckateur in Genua[22]
  - Giovanni Battista Petondi (* 13. September 1765 in Castel San Pietro; † 31. Januar 1813 in Orjol), Sohn von Giuseppe, Architekt schuf mit Giacomo Quarenghi in St. Petersburg[21][22][24]
  - Tomaso Petondi (* 1797 in Orjol; † 26. Juli 1874 in Kasan), Sohn von Giovanni Battista, Architekt in Orjol und Kasan[21][22]

- Künstlerfamilie Bernasconi. 
  - Antonio Bernasconi (* 1726 in Castel San Pietro; † 1805 ebenda), Stuckateur bis 1751 in Rieti, dann in St. Petersburg und in der Sommerresidenz Zarskoje Selo (seit 1918 Puschkin (Stadt))[25]
  - Pietro Bernasconi (* 1733 in Castel San Pietro; † 12. September 1811 ebenda), Bildhauer in Schloss Peterhof bei St. Petersburg[25]
  - Pietro Bernasconi (* 1826 in Castel San Pietro; † 1912 ebenda), Bildhauer in Como und Mendrisio[25]

- Francesco Castelli (* um 1610 in Castel San Pietro; † nach 1688 in Como), Bildhauer, Architekt und Dekorationsmaler[26][27]
- Carlo Salterio (* 1622 in Corteglia, Ortschaft der Gemeinde Castel San Pietro; † 1670 in Genua), Baumeister, er projektierte die Kirchen Santa Maria Maddalena und Angelo Custode in Genua[28][29]
- Giovanni Pietro Magni (1665–1723), auch Giovanni Pietro Magno genannt, ein überwiegend in Südthüringen und Franken wirkender Schweizer Stuckateur und Architekt, er projektierte die Kirche San Giovanni Battista der Serviten in Mendrisio

- Familie Maggi. [30]
  - Lorenzo Maggi (* um 1510 in Castel San Pietro ?; † nach 1557 in Riva San Vitale), Erzpriester von Riva San Vitale; er publizierte 1557 erstmals das Sacramentarium patriarchale secundum morem sanctae Comensis Ecclesiae[31][30]
  - Giovanni Battista Maggi (1775–1835), Anwalt und Notar, Statthalter des Landvogts von Mendrisio, Tessiner Staatsrat
  - Giovanni Antonio Maggi (* um 1760 in Castel San Pietro; † nach 1801 ebenda), Politiker, Schreiber und Reggente der Pieve Balerna, beteiligte sich an den Wirren von 1798 auf Seiten der Cisalpiner. Mitglied der tessinischen Tagsatzung 1801[30]
  - Giuseppe Maggi (* um 1800 in Castel San Pietro; † nach 1839 ebenda), Sohn des Giovanni Battista, Politiker, Tessiner Grossrat, Tagsatzungsgesandter[30]

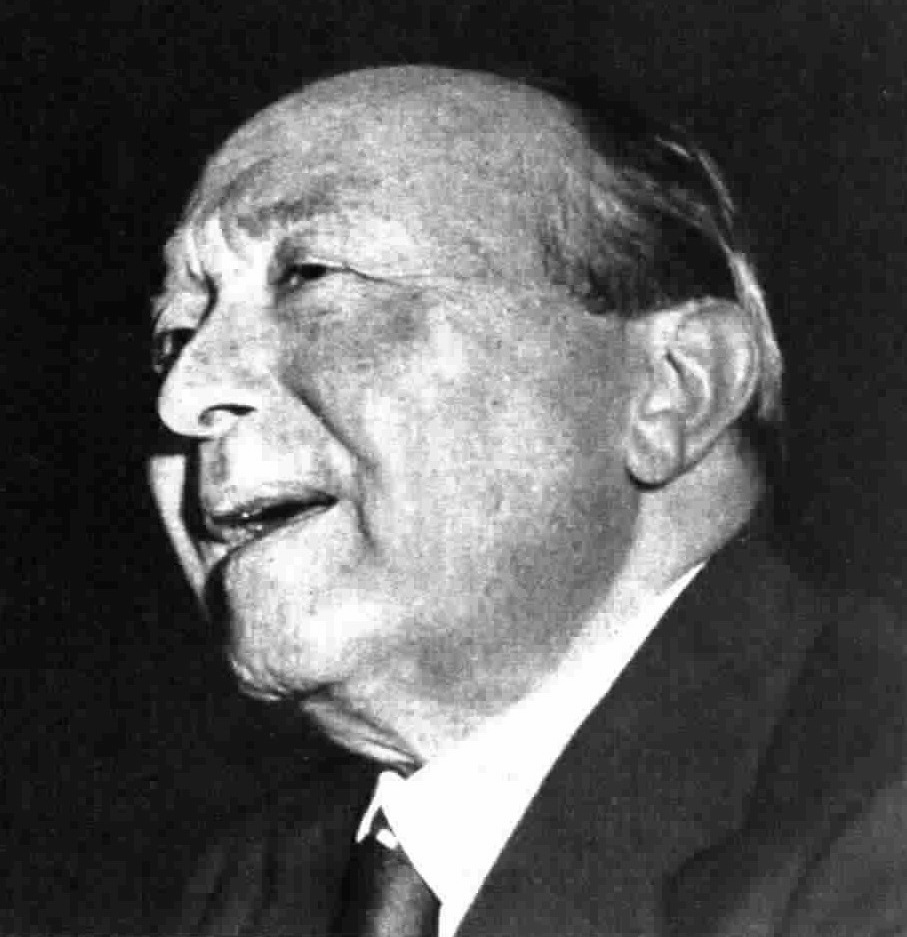
Concetto Marchesi (1954)

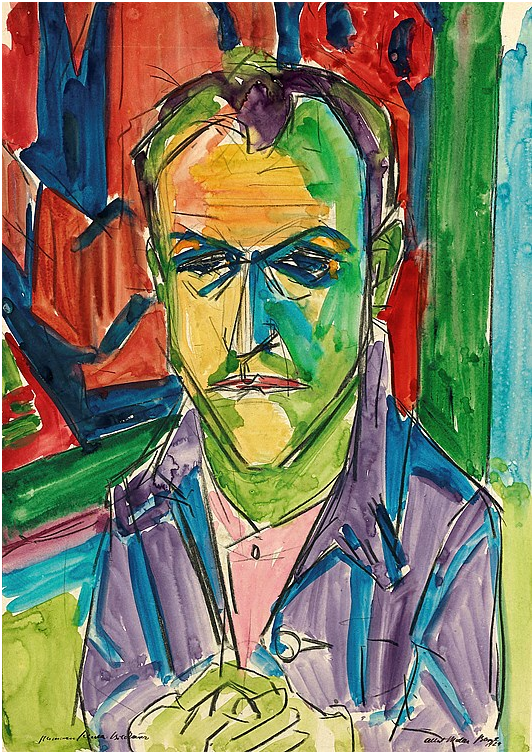
1924, Albert Müller portraitiert von Hermann Scherer

Max Sulzbachner: Glasfenster in der Pfarrkirche Oberwil in Zullwil

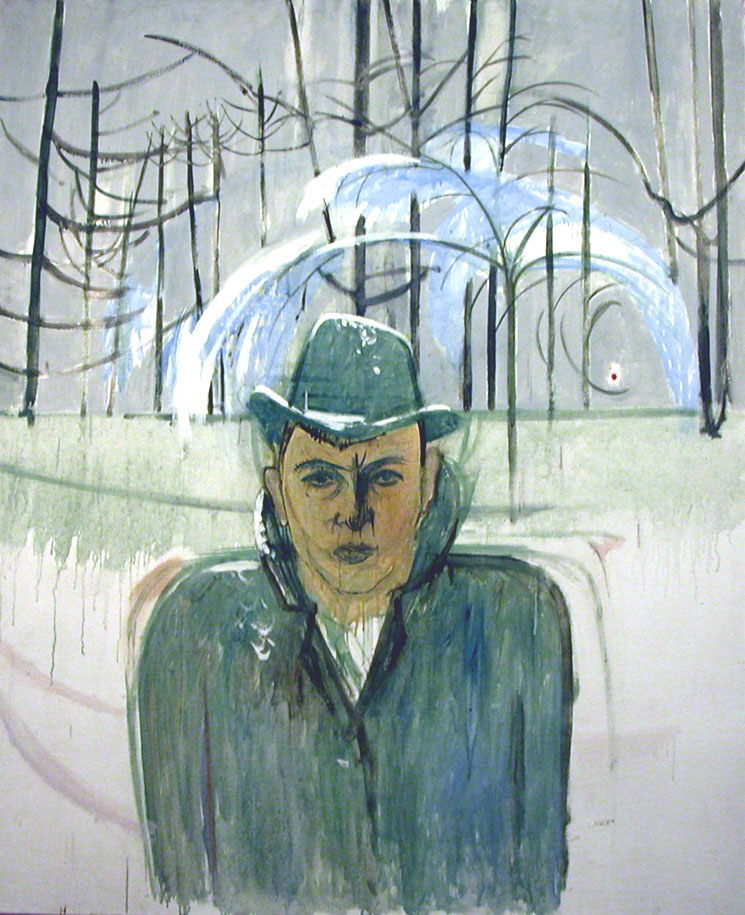
Walter Kurt Wiemken: Selbstbildnis, Öl auf Leinwand, 1939

- Bartolomeo Soldati (* gegen 1590 in Castel San Pietro; † 29. September 1660 ebenda), von Castel San Pietro, Priester und plebano von Balerna 1615[32]
- Paravicino da Corteglia (* um 1740 in Corteglia (Gemeinde Castel San Pietro); † nach 1775 ebenda ?), Stuckkünstler, er schuf acht Statuen für die Kapelle der Madonna delle Grazie in der Kathedrale San Lorenzo (Lugano)[33]
- Francesco Tubi (* 31. Dezember 1789 in Oleggio; † 17. September 1849 ebenda), Priester, Advokat, Politiker, Flüchtling in Castel San Pietro, wo er im Haus des Staatsrats Giovanni Battista Maggi wohnte[34]
- Ludwig Fontana oder Luigi Fontana (1824–1894), Architekt in Sankt Petersburg
- Floriano Brazzola (* um 1850 in Castel San Pietro; † 1921 ebenda ?), Arzt, Professor der Pathologie an der Universität Bologna[35]
- Giacomo Cometti (Jacques; * 23. Oktober 1863 in Turin; † 1. Januar 1938 ebenda), aus Monte (Gemeinde Castel San Pietro), Bildhauer, Architekt[36]
- Pietro Levi (* 16. November 1874 in Castel San Pietro; † 11. Dezember 1908 in Castel San Pietro), studierte an der Accademia di Belle Arti di Brera, Bildhauer und Medailleur[37]
- Concetto Marchesi (1878–1957), ein italienischer Altphilologe und Politiker.
- Emilio Müller (* 29. November 1892 Herisau; † 21. Oktober 1932 in Castel San Pietro), Maler, Landschafts- und Bühnenmaler. Er malte Wandbild im Landratsaal in Liestal und Südliche Landschaften und Stillleben[38]
- Paul Camenisch (1893–1970), Schweizer Architekt, Zeichner und Maler
- Albert Müller (1897–1926), Schweizer Maler, Glasmaler, Zeichner
- Samuel Wülser (1897–1977), Schweizer Maler, Mitglied der Künstlergruppe Rot-Blau
- Max Sulzbachner (1904–1985), Schweizer Maler, Grafiker, Illustrator, Bühnenbildner
- Rinaldo Fontana (* 2. Oktober 1905 in Castel San Pietro; † 2. Januar 2000 in Orselina), Erzpriester von Locarno[39]
- Walter Kurt Wiemken (1907–1940), Schweizer Maler
- Giuseppina Ortelli-Taroni (* 9. Mai 1929 in Melide TI; † 15. März 2003 in Corteglia, Fraktion von Castel San Pietro TI), Dichterin, Schriftstellerin, Ethnographin[40][41]
- Luigi Quadranti (* 12. August 1941 in Castel San Pietro), Musiklehrer, Komponist[42]
- Silvano Borzacchiello (1965), Jazzmusiker (Schlagzeug).